# Panjakent
Panjakent er en by i det vestlige Tadsjikistan, med et indbyggertal (pr. 2000) på cirka 33.000. Byen ligger i provinsen Sughd, ved bredden af Zeravshan-floden.
.